# Bichlbach
Bichlbach – gmina w Austrii, w kraju związkowym Tyrol, w powiecie Reutte. Według Austriackiego Urzędu Statystycznego liczyła 732 mieszkańców (1 stycznia 2015).